# Tribute to Legends
Tribute to Legends – dwudziesty szósty album studyjny Anthony’ego B, jamajskiego wykonawcy muzyki reggae i dancehall.
Płyta została wydana 20 września 2013 roku przez Born Fire Records, własną wytwórnię wokalisty. Nagrania zostały zarejestrowane w austriackim studio House of Riddim, przy akompaniamencie tamtejszych muzyków sesyjnych. Większą część utworów na krążku stanowią covery przebojów popularnych muzyków i zespołów, nie tylko z kręgu muzyki reggae.

## Lista utworów
1. "Intro (JFK - Welcome the King of Kings)"
2. "So Easy, So Hard" feat. Zamunda
3. "O' Jah Remember I" feat. Fyakin
4. "Real Situation (Tribute To Bob Marley)"
5. "Stepping Razor (Tribute To Peter Tosh)"
6. "Imagine (Tribute To John Lennon)"
7. "Same Song (Tribute To Israel Vibration)"
8. "Pomps & Pride (Tribute To Toots and The Maytals)"
9. "Trouble You A Trouble Me (Tribute To Ini Kamoze)"
10. "Psalm A Day"
11. "Suspicious Mind (Tribute To Elvis Presley)"
12. "Can't Stop Loving You (Tribute To Ray Charles)"
13. "Don't Die To Go To Heaven"
14. "Burn Iniquity"
15. "Too Boyie-Boyie (Tribute To Sophia George)"
16. "Outro"